# Colibrí inca de Conrad
El colibrí inca de Conrad (Coeligena conradii) és una espècie d'ocell de la família dels troquílids (Trochilidae) que habita l'est de Colòmbia i nord-oest de Veneçuela.
Considerat una subespècie de Coeligena torquata per diversos autors.